# Pacific Fur Company

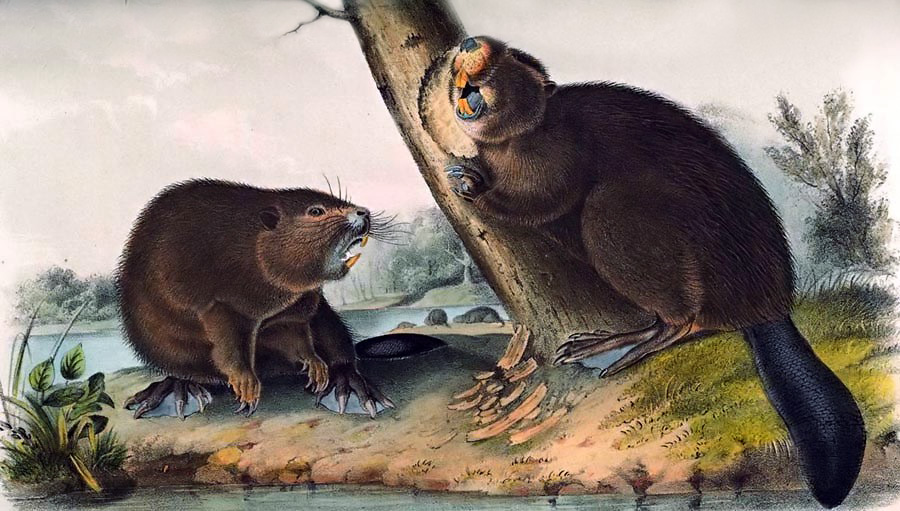
Ilustraciones de castores, criatura cazada por sus pieles.

La Pacific Fur Company (en español, Compañía de Pieles del Pacífico) fue una compañía estadounidense dedicada al comercio de pieles fundada en Nueva York el 23 de junio de 1810. La mitad de las acciones de la empresa pertenecían a la American Fur Company, propiedad exclusiva de John Jacob Astor, que fue quien proporcionó la totalidad del capital de la empresa. La otra mitad de la propiedad fue distribuida entre los socios que trabajaban en ella o se mantenían en reserva. En 1811, la compañía estableció un puesto comercial en la actual Astoria, Oregón.
El plan de Astor incluía fundar un asentamiento permanente estadounidense en la desembocadura del río Columbia y establecer así un anillo comercial que incluyese Nueva York, el antiguo Territorio de Oregón, la Alaska rusa, Háwaii y China. Las mercancías para comerciar con los nativos serían cargadas en Nueva York; producir, disposiciones (y algunos hawaianos) serían embarcados en las islas hawaianas para la Costa Noroeste; las pieles y cueros se adquirirían a los nativos en la que será la Columbia Británica y la Alaska rusa; Cantón, en China, era el mejor mercado de pieles en esos años, y allí serían intercambiados por porcelana, seda y otras telas, especias, etc, que luego se transportarían, vía Háwai, de vuelta a Nueva York. Para poner en pie esta idea fueron enviadas dos expediciones iniciales al río Columbia, una por mar y otra por tierra.
La expedición marítima fue transportada por el buque Tonquin, bajo el mando del estadounidense Jonathan Thorn (1779–1811) , un hombre impaciente y duro. El Tonquin zarpó de Nueva York el 8 de septiembre de 1810. En la travesía por el Pacífico hacia la boca del Columbia el Tonquin se detuvo en Háwai y recogió un buen número de trabajadores nativos hawainos (llamados kanakas), incluyendo a Naukane. Llegó a la boca del río Columbia el 12 de abril de 1811 para establecer el primer asentamiento de propiedad estadounidense (aunque con personal canadiense), Fort Astoria (actual Astoria, Oregon) un puesto de avanzada en la costa del Pacífico, que estaba cerca de Fort Clatsop, el campamento de invierno de la expedición de Lewis y Clark (1805-1806) en la desembocadura del río Columbia.
Después de desembarcar suministros y hombres, el Tonquin navegó luego por la costa del Pacífico comerciando con pieles. Fue abordado por el pueblo Tla-o-qui-aht en el Clayoquot Sound, en la isla de Vancouver. Mataron a 61 hombres antes de que el barco fuese volado por un miembro de la tripulación superviviente.
La expedición por tierra, a menudo llamada la expedición de Astor o el grupo de Hunt, fue dirigida por Wilson Price Hunt. La partida remontó el río Misuri hasta las aldeas arikaras cercanas a la actual Mobridge (Dakota del Sur), y luego fueron por tierra hacia el oeste. Pasaron dificultades en el río Snake, en el sur del actual Idaho, donde perdieron algunos hombres y bienes y la mayoría de alimentos, y se vieron obligados a almacenar, en escondites, el resto de sus artículos comerciales y dividirse en varios grupos para seguir camino al Columbia. La mayoría de los miembros de la partida llegaron a Fort Astoria en enero y febrero de 1812.
Después de varios contratiempos, la Pacific Fur Company fracasó cuando el buque de suministro Beaver llegó tarde a Fort Astoria. Además, la pérdida del Tonquin eso volvió el puesto comercial vulnerable. Debido al riesgo de que Fort Astoria fuese capturado por los británicos durante la guerra de 1812, el puesto comercial y todos los demás activos de la compañía en el Territorio de Oregón fueron vendidos en octubre de 1813 a la North West Company, una compañía peletera británica rival, con sede en Montreal.
En marzo de 1814, el Isaac Todd , el barco de suministros de la North West Company, junto con un buque de guerra británico, llegó con órdenes de destruir todos los asentamientos estadounidenses. Fort Astoria fue británico y sus empleados quedaron bajo la protección de la North West Company. El Isaac Todd llegó con los suministros necesarios y ofreció a algunos miembros del personal, muchos de los cuales eran antiguos empleados de la North West Company, un confortable viaje de regreso a Montreal e Inglaterra. Alexander Henry y Donald McTavish, dos veteranos empleados de la North West Company que se habían unido a la Pacífic Fur Company, se ahogaron cuando su bote zozobró en el río Columbia en una travesía hacia el Isaac Todd.